# Put Your Head on My Shoulder (canción)
«Put Your Head on My Shoulder» —en español: Pon tu cabeza sobre mi hombro— es una canción escrita por el cantautor canadiense Paul Anka. La versión de Anka fue grabada en agosto de 1958 y lanzada como sencillo por ABC-Paramount en 1959 como número de catálogo 4510040. Fue arreglado y dirigido por Don Costa. El lado B era «Don't Ever Leave Me». "Put Your Head on My Shoulder" tuvo mucho éxito, alcanzando el puesto #2 en el Billboard Hot 100 (mantenido fuera del puesto N.º 1 por la canción de Bobby Darin «Mack the Knife»).

## Versiones
La canción volvió a ser popular cuando fue lanzada como sencillo por The Lettermen en 1968. Esta versión alcanzó el número 44 en el Billboard Hot 100; tuvo más éxito en la lista Easy Listening, donde alcanzó el puesto número 8.
Enrique Guzmán (cantante mexicano) grabó una versión en español en la década de 1960 titulada "Tu cabeza en mi hombro". En América Latina, esa versión es incluso más popular que la original. La cantante chilena Myriam Hernández grabó esta versión a dúo con el propio Paul Anka con su versión original.
El australiano Derek Redfern hizo una versión de la canción, que alcanzó el puesto 71 en el Australian Kent Music Report en 1974.
Leif Garrett (cantante estadounidense) lo hizo en 1978, que alcanzó el puesto 58 en el Billboard Hot 100.
Doja Cat (cantante estadounidense) sampleó la canción en Streets, escuchada al final. El ritmo es similar entre las dos canciones, escuchado a lo largo de la canción.
El ex-Menudo Robby Rosa y el dúo brasileño Gabriela e Tatiana grabaron versiones portuguesas en la década de 1980, siendo la versión de Robby "Com você nos meus sonhos" y la versión de Gabriela y Tatiana "Essa mão no meu ombro".[cita requerida]

## En la cultura popular
Una versión mezclada de Streets que contiene los primeros 12 segundos de Put Your Head on My Shoulder se convirtió en un desafío de TikTok conocido como el Silhouette Challenge (Reto de la silueta).
También apareció en la película Lemon Popsicle (1978).

## Posicionamiento en listas
| Listas (1959–1960)                     | Mejor posición |
| -------------------------------------- | -------------- |
| Bélgica (Flandes) (Ultratop 50)        | 2              |
| Bélgica (Valonia) (Ultratop 50)        | 11             |
| Países Bajos (Mega Single Top 100)     | 13             |
| Reino Unido (Official Charts Company)  | 7              |
| Estados Unidos (Billboard Hot 100)     | 2              |
| Estados Unidos (Hot R&B/Hip-Hop Songs) | 12             |

| Lista (1958–2018)                | Posición |
| -------------------------------- | -------- |
| Estados Unidos Billboard Hot 100 | 486      |